# Beneluks
Beneluks (izvirno Benelux ali Bénélux) je politično-ekonomska unija, ki združuje tri zahodnoevropske države: Belgijo, Nizozemsko in Luksemburg. Poimenovanje regije izhaja iz začetnic držav tega območja. Skupna površina Beneluksa je 74.102 km², skupno število prebivalcev pa 29,3 milijonov.

## Države članice
| Ime                  | Kraljevina Belgija                                       | Kraljevina Nizozemska      | Veliko vojvodstvo Luksemburg                                                 |
| Ime                  | Koninkrijk België Royaume de Belgique Königreich Belgien | Koninkrijk der Nederlanden | Groussherzogtum Lëtzebuerg Großherzogtum Luxemburg Grand-Duché de Luxembourg |
| -------------------- | -------------------------------------------------------- | -------------------------- | ---------------------------------------------------------------------------- |
| Zastava              | Belgija                                                  | Nizozemska                 | Luksemburg                                                                   |
| Grb                  |                                                          |                            |                                                                              |
| Prebivalstvo         | 11.482.178                                               | 17.203.616                 | 604.245                                                                      |
| Ozemlje              | 30.528 km2                                               | 41.543 km2                 | 2.586,4 km2                                                                  |
| Gostota prebivalstva | 363,6/km2                                                | 407,8/km2                  | 194,1/km2                                                                    |
| Glavno mesto         | Bruselj                                                  | Amsterdam                  | Luksemburg                                                                   |
| Monarh               | Filip (kralj)                                            | Viljem-Aleksander (kralj)  | Henri Luksemburški (vojvoda)                                                 |
| Vodja vlade          | Alexander De Croo                                        | Mark Rutte                 | Xavier Bettel                                                                |
| Uradni jeziki        | - Nemščina - Francoščina - Nizozemščina                  | - Nizozemščina             | - Luksemburščina - Francoščina - Nemščina                                    |
| Delovna sila         | 5.279.000                                                | 7.884.000                  | 265.800                                                                      |